# Hot Potato!
Hot Potato! est un jeu vidéo d'action et de puzzle développé par Pukka Games et édité par BAM! Entertainment, sorti en 2001 sur Game Boy Advance.

## Accueil
- AllGame : 3,5/5[1]
- Eurogamer : 8/10[2]
- GameSpot : 7,7/10[3]
- IGN : 8/10[4]